# Rouissat
Rouissat (em árabe: الرويسات) é uma comuna localizada na província de Ouargla, Argélia. De acordo com o censo de 2008, a população total da cidade era de 58 112 habitantes.

## Localidades
A comuna é composta de oito localidades:
- Rouissat
- El Hadeb
- Babanou
- Sidi Naïmi
- Ziaïna
- Sidi Bansaci
- Sokra
- Berkaoui